# 傅永和 (1940年)
傅永和（1940年10月16日—2024年11月29日），男，北京通县人，中华人民共和国语言学家，曾任国家语言文字工作委员会副主任、中国社会科学院语言文字应用研究所汉字研究室主任、研究员。

## 生平
1940年10月16日生于北京通县驸马庄村。1966年毕业于北京大学中文系。1982年，任中国文字改革委员会汉字处副处长。1984年9月，任中国文字改革委员会（国家语言文字工作委员会）汉字处处长兼语用所汉字研究室主任。1987年11月，任国家语言文字工作委员会秘书长。1990年9月26日，任国家语言文字工作委员会副主任。1991年，兼任中国社会科学院语言文字应用研究所研究员。1996年，兼任中国中文信息学会副理事长。1998年至2000年，任教育部语言文字信息管理司司长。主要著作有《字形辨析和识字》《汉字属性字典》《辨形正字字典》《简繁正异辨析字典》《姓氏典故》《规范汉字综合表》《中日朝汉字字形对照》等。2024年11月29日逝世。